# Batken (ville)
Batken (en kirghize et en russe : Баткен) est une petite ville du Kirghizistan et la capitale administrative de la province de Batken. Sa population s'élevait à 12 134 habitants en 2009.

## Géographie
Batken est située dans le sud-ouest du pays, à 442 km au sud-ouest de Bichkek et à 240 km à l'ouest d'Och et à la limite sud de la vallée de Ferghana.

## Histoire
Le village de Bakten a été élevé en avril 1934 au rang de centre administratif de raïon de Bakten. Après la dislocation de l'Union soviétique, Batken devint le centre administratif de la plus jeune des sept provinces (oblast) du Kirghizistan, créée à partir des trois raïons occidentaux de l'ancienne province d'Och, en 1999. La montée de l'islamisme radical dans les pays voisins, Ouzbékistan et Tadjikistan, conduisit le gouvernement kirghize à affirmer de manière plus visible l'autorité de l'État dans la région. Il y a un petit aéroport et, depuis 2000, une petite université. C'est en l'an 2000 que Bakten a obtenu le statut de ville. Trois villages limitrophes lui ont été adjoints en 2001. La ville est divisée aujourd'hui en six secteurs administratifs : le quartier de l'aéroport et ceux de Bazar-Bachi, Boulak-Bachi, Keletchek, Kyzyl-Don et Kyzyl-Jon.
La province de Batken contient plusieurs petites enclaves appartenant à l'Ouzbékistan et au Tadjikistan, respectivement, formées à l'époque de Staline qui voulait redessiner les cartes dans les années 1930-1950, ce qui provoque depuis l'indépendance (1991) de ces républiques de sérieux problèmes pour la circulation des personnes et des biens au sein du territoire.

## Démographie
Recensements (*) ou estimations de la population :
| 1959* | 1970* | 1979* | 1989*  | 1999*  | 2009*  |
| ----- | ----- | ----- | ------ | ------ | ------ |
| 1 948 | 5 569 | 7 157 | 10 243 | 10 987 | 12 134 |